# Festival de jazz de Vitoria-Gasteiz
Le  Festival de Jazz de Vitoria-Gasteiz  est un festival de jazz qui a lieu en juillet dans la ville de Vitoria (province d'Alava dans le nord de l'Espagne).
Ce festival, né en 1977 avec uniquement quatre concerts sur deux jours, se déroule désormais pendant une semaine, avec des concerts de jazz traditionnel, électronique, fusion, jeunes talents du jazz, différentes jam sessions dans plusieurs lieux de la ville, et des fanfares jazz dans le style Nouvelle-Orléans.